# Волков, Василий Сергеевич
Василий Сергеевич Волков (1859 или 1860, Серпухов — 17 (29) мая 1887, Усть-Сысольск) — русский рабочий-революционер, один из организаторов Морозовской стачки 1885 года в Орехово-Зуеве.

## Биография
Родился в мещанской семье. С 1884 года работал ткачом на Никольской мануфактуре Саввы Морозова в Орехово-Зуеве, в том же году познакомился с П. А. Моисеенко, вместе с которым впоследствии участвовал в подготовке и проведении Морозовской стачки. Пользовался популярностью среди рабочих, за отстаивание их интересов был прозван «адвокатом».
Инициировал забастовку ткачей, послужившую началом стачки, затем с группой рабочих прибыл на красильно-отбельную фабрику и остановил паровое отделение. Возглавил уличную демонстрацию, во время которой «нес знамя — большой кусок материала, убранный лентами, прикрепленный к длинному шесту», что стало первым рабочим выступлением в России, где было поднято красное знамя.
Утром 8 (20) января вместе с другими рабочими был под конвоем приведен к владимирскому губернатору О. М. Судиенко, которому изложил причины забастовки.
Составил первую часть «Требований по общему согласию рабочих», касавшуюся, прежде всего, отмены и возврата уже уплаченных штрафов, восстановления расценок 1880—1881 годов и увольнения ряда мастеров и служащих. 11 (23) января при попытке вручить требования губернатору был арестован вместе с Федором Шелухиным и другими представителями бастующих. Успешная попытка стачечников во главе с Петром Моисеенко отбить арестованных не привела к освобождению Волкова, так как на тот момент он уже содержался под стражей в здании конторы. Следующая попытка освобождения на вокзале во время отправки во Владимирскую тюрьму также окончилась неудачей.
Пробыл в заключении более года, приговорен к трем месяцам ареста (защиту осуществлял адвокат Ф. Н. Плевако). Обжаловал приговор, однако был оставлен под стражей вплоть до решения Московской судебной палаты по кассации. В июне 1886 года палата изменила меру пресечения и приняла решение о его освобождении с денежным поручительством в размере 100 рублей.
19 сентября 1886 года в административном порядке был сослан на три года в Усть-Сысольск Вологодской губернии, где спустя восемь месяцев умер от туберкулеза.

## Память
В Орехово-Зуеве в честь В. С. Волкова установлен бюст и названа одна из улиц.